# Пименов, Пётр Тимофеевич
Пётр Тимофеевич Пименов — советский государственный и политический деятель, секретарь ВЦСПС.

## Биография
Родился в 1915 году в Царицыне. Член ВКП(б) с 1943 года.
С 1940 года — на общественной и политической работе. В 1940—1980 гг. — инженер-конструктор завода в Сталинграде, на научной и профсоюзной работе, секретарь, председатель ЦК Профсоюза работников высшей школы и научных учреждений СССР, заведующий Экономическим отделом ВЦСПС, заведующий Международным отделом ВЦСПС, секретарь Всемирной федерации профсоюзов, секретарь ВЦСПС.
Избирался депутатом Верховного Совета СССР 7-го, 8-го, 9-го, 10-го созывов.
Умер в Москве в 1980 году.